# Robert Poydasheff

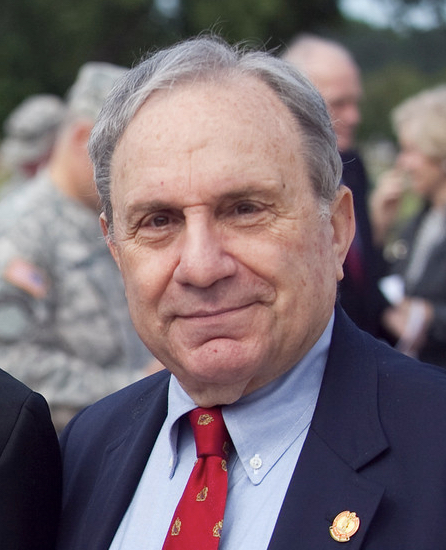
Robert Poydasheff

Robert S. Poydasheff (* 13. Februar 1930 in New York City; † 24. September 2020 in Columbus, Georgia) war ein US-amerikanischer Rechtsanwalt und Politiker (Republikaner).

## Leben
Poydasheff wurde im New Yorker Stadtbezirk Bronx geboren, wuchs dort auf und absolvierte die DeWitt Clinton High School. Nach seinem Schulabschluss 1948 besuchte er das Militärcollege The Citadel, wo er 1954 einen Bachelor of Arts (B. A.) in Politikwissenschaften erhielt. Später studierte er an der Law School der Tulane University und machte dort 1957 seinen Abschluss. An der Boston University erhielt er 1966 einen Master in Internationalen Beziehungen.
Poydasheff diente viele Jahre in der United States Army und war unter anderem von 1957 bis 1963 in Fort Benning nahe Columbus stationiert. Später wurde er, da er das Anwaltspatent hatte, in das Judge Advocate General’s Corps versetzt.
2002 wurde er als Nachfolger von Bobby Peters zum Bürgermeister von Columbus gewählt. Im Januar 2003 erfolgte seine Amtseinführung. Bei der nächsten Bürgermeisterwahl im November 2006 unterlag er Jim Wetherington und wurde von diesem am 2. Januar 2007 im Amt abgelöst. Nach seiner Wahlniederlage wurde Poydasheff wieder als Rechtsanwalt tätig.
Poydasheff war ab 1954 verheiratet und hatte zwei Kinder, einen Sohn und eine Tochter. Beide Kinder wurden in Columbus geboren.